# Fayez Banihammad
Fayez Rashid Ahmed Hassan al-Qadi Banihammad (in arabo فايز راشد احمد حسن القاضي بني حمد‎?; Khor Fakkan, 19 marzo 1977 – New York, 11 settembre 2001) è stato un terrorista emiratino.

## Biografia
È stato un membro di al-Qāʿida e uno dei pirati dell'aria del volo United Airlines 175 che fu dirottato e fatto schiantare col suo carico umano contro la seconda torre del World Trade Center di New York, nel quadro degli attentati dell'11 settembre 2001.
Arriva per la prima volta negli USA il 27 maggio 2001, ad Orlando in Florida. Mesi prima aveva aperto un conto in banca negli Emirati Arabi Uniti, in cui furono depositati 30.000$ da ignoti, solo due giorni prima del suo sbarco negli Stati Uniti. Apre un altro conto alla SunTrust Banks ad Orlando diversi giorni dopo il suo arrivo, diventando il primo dei dirottatori ad aprire un conto con la banca. 
Conosciuto come Abu Ahmed al-Emirati durante i preparativi, fu scelto per partecipare agli attentati per il ruolo che svolse all'interno di al-Qaeda, fu infatti guardia del corpo di Mustafa al-Hawsawi. 
Il 27 o 29 agosto, Banihammad comprò il suo biglietto di prima classe e quello di Mohand al-Shihri per il volo UA 175 da Boston a Los Angeles, pagando 4464.50$ con una carta Visa intestata a Mustafa al-Hawsawi. Negli stessi giorni anche Hamza e Ahmed al-Ghamdi comprarono i loro biglietti per il volo.                                              Soggiorna presso il Milner Hotel di Boston dal 8 al 10 settembre, per la registrazione chiede ad un impiegato dell'hotel di compilargli il modulo per la camera, non avendo conoscenze della lingua inglese. La sera del 10 settembre condivide una stanza con Mohand al-Shihri, Marwan al-Shehhi e Satam al-Suqami, che s'imbarcherà sul volo AA11, che andrà a schiantarsi contro la Torre Nord. 
L'11 settembre si imbarca sul volo UA 175 da Boston, occupando il posto 2A, accanto a Mohand al-Shihri, insieme a quest'ultimo, uccide i piloti, lasciando i comandi a Marwan al-Shehhi, che pilota l'aereo fino a schiantarlo contro la Torre Sud del WTC.